# Фейж, Клод
Клод Фейж (фр. Claude Feige; род. 24 июня 1958, Межев) — французский кёрлингист.
В составе мужской команды Франции участник трёх чемпионатов мира (лучший результат — девятое место в 1987 и 1991) и четырёх чемпионатов Европы (лучший результат — четвёртое место в 1980); также участник зимних Олимпийских игр 1992 года, где кёрлинг был демонстрационным видом спорта (мужская команда Франции заняла шестое место). Двукратный чемпион Франции среди мужчин. В составе юниорской мужской сборной Франции участник четырёх юниорских чемпионатов мира (лучший результат — пятое место в 1976), четырёхкратный чемпион Франции среди юниоров.
Играл в основном на позициях четвёртого и третьего, неоднократно был скипом команды.

## Достижения
- Чемпионат Франции по кёрлингу среди мужчин: золото (1992, 1994)[3].
- Чемпионат Франции по кёрлингу среди юниоров: золото (1975, 1976, 1977, 1979).[4]

- Приз за спортивное мастерство чемпионата мира среди юниоров (англ. WJCC Sportsmanship Award): 1975.

## Команды
| Сезон   | Четвёртый         | Третий             | Второй                | Первый             | Запасной                             | Турниры                             |
| ------- | ----------------- | ------------------ | --------------------- | ------------------ | ------------------------------------ | ----------------------------------- |
| 1974—75 | Клод Фейж         | Жан-Луи Сибюэ      | Christian Marin-Pache | Марк Сибюэ         |                                      | ЧМЮ 1975 (8 место)                  |
| 1975—76 | Клод Фейж         | Жан-Луи Сибюэ      | Christian Marin-Pache | Марк Сибюэ         |                                      | ЧМЮ 1976 (5 место)                  |
| 1976—77 | Клод Фейж         | Марк Сибюэ         | Gilles Marin-Pache    | Yves Tronc         |                                      | ЧМЮ 1977 (6 место)                  |
| 1978—79 | Клод Фейж         | Gilles Marin-Pache | Жерар Равелло         | Кристоф Боан       |                                      | ЧМЮ 1979 (9 место)                  |
| 1980—81 | Клод Фейж         | Марк Сибюэ         | Gilles Marin-Pache    | Claude Marin-Pache |                                      | ЧЕ 1980 (4 место)                   |
| 1986—87 | Жан-Франсуа Орсе  | Клод Фейж          | Жан-Луи Сибюэ         | Марк Сибюэ         |                                      | ЧЕ 1986 (8 место) ЧМ 1987 (9 место) |
| 1990—91 | Доминик Дюпон-Рок | Клод Фейж          | Тьерри Мерсье         | Патрик Филипп      | Даниэль Морателли                    | ЧМ 1991 (9 место)                   |
| 1991—92 | Доминик Дюпон-Рок | Клод Фейж          | Патрик Филипп         | Даниэль Морателли  | Тьерри Мерсье                        | ЧЕ 1991 (5 место)                   |
| 1991—92 | Доминик Дюпон-Рок | Клод Фейж          | Патрик Филипп         | Тьерри Мерсье      | Даниэль Морателли                    | ЗОИ 1992 (демо) (6 место)           |
| 1992—93 | Клод Фейж         | Жан Анри Дюкро     | Даниэль Морателли     | Жоэль Индерган     | тренер: Тьерри Мерсье                | ЧЕ 1992 (5 место)                   |
| 1992—93 | Клод Фейж         | Жан Анри Дюкро     | Даниэль Морателли     | Лоран Фленги       | Жоэль Индерган тренер: Тьерри Мерсье | ЧМ 1993 (10 место)                  |

(скипы выделены полужирным шрифтом)